# Cautleya
Cautleya es un género de plantas con flores perteneciente a la familia Zingiberaceae. Comprende cuatro especies.

## Especies seleccionadas
- Cautleya cathcarti
- Cautleya petiolata
- Cautleya robusta
- Cautleya spicata